# Biberbach (Austria)
Biberbach è un comune austriaco di 2 253 abitanti nel distretto di Amstetten, in Bassa Austria.